# J.A.C.
Albums de Tosca
Dehli9 Souvenirs
J.A.C. est un album de Tosca sorti en 2005 avec la collaboration de Earl Zinger (nl) & Valerie Etienne, Samia Farah, Chris Eckman & Diana Lueger, Stephan Graf Hadik Wildner, Farda P, et Anna Clementi (de) que l'on retrouve au chant sur les différents morceaux. 
Le nom J.A.C est constitué des initiales des prénoms des fils des deux membres de Tosca, Rupert Huber et Richard Dorfmeister : Joshua, Arthur, Conrad. Cet album, leur quatrième, est un recueil de 12 titres,,.
Il a été classé à la douzième place du top album électronique aux États-Unis, en juin 2005.

## Liste des titres
| J.A.C. | J.A.C.          | J.A.C. | J.A.C. | J.A.C. | J.A.C. | J.A.C. | J.A.C. | J.A.C. | J.A.C. |
| No     | Titre           | Durée  |        |        |        |        |        |        |        |
| ------ | --------------- | ------ | ------ | ------ | ------ | ------ | ------ | ------ | ------ |
| 1.     | Rondo acapricio | 6:13   |        |        |        |        |        |        |        |
| 2.     | Heidi bruehl    | 4:44   |        |        |        |        |        |        |        |
| 3.     | Superrob        | 4:17   |        |        |        |        |        |        |        |
| 4.     | John Lee huber  | 4:17   |        |        |        |        |        |        |        |
| 5.     | Pyjama          | 3:51   |        |        |        |        |        |        |        |
| 6.     | The big sleep   | 6:05   |        |        |        |        |        |        |        |
| 7.     | Damentag        | 10:02  |        |        |        |        |        |        |        |
| 8.     | Naschkatze      | 4:18   |        |        |        |        |        |        |        |
| 9.     | Züri            | 5:29   |        |        |        |        |        |        |        |
| 10.    | Sala            | 8:18   |        |        |        |        |        |        |        |
| 11.    | Forte           | 3:54   |        |        |        |        |        |        |        |
| 12.    | No more olives  | 5:46   |        |        |        |        |        |        |        |
| 67:14  |                 |        |        |        |        |        |        |        |        |